# Balkán (térség)
A Balkán-félsziget és a Regát területét történelmi-kulturális vonatkozásban egy régiónak lehet tekinteni, s egyszerűen a Balkán névvel szokás jelölni. A Balkán elnevezés a Bulgáriától Szerbiáig húzódó Balkán-hegység nevéből származik.

A Balkán politikai átrendeződése 1796-tól 2008-ig

## Történelme / Egyházi múltja
A Balkánt Európa puskaporos hordójának is szokás nevezni. Az ókori Rómától kezdődően a világháborúkon át a közelmúltban befejezett, az egykori Jugoszlávia területén lezajlott háborúkig folyamatosan zavargások, etnikai villongások, harcok dúltak, a nagyhatalmak ütközőzónája volt.
A Balkán több ősi kultúra szülőhelye. Ilyen volt az égei-tengeri minószi civilizáció, a peloponnészoszi mükénéi kultúra, illetve a Makedóniából kisugárzó hellén civilizáció, amelynek meghatározó alakja Nagy Sándor volt. A görög városállamok korának kiemelkedő központjai Athén és Spárta, illetve Délosz szigete.
A hellén kor bukása után a Balkán római fennhatóság alá került. Miután Nagy Konstantin megalapította Konstantinápoly városát, ez önálló hatalmi központtá kezdett kinőni. A Balkán a Római Birodalom kettészakadása után, Keletrómai Birodalom részeként Bizánc fennhatósága alá tartozott.
A nagy egyházszakadás után a balkáni keresztények az ortodox keleti egyház részévé váltak, ahol egy idő után autokefál egyházakká váltak.
Konstantinápoly eleste után Délkelet-Európa az Oszmán Birodalom részévé vált. Hosszú évszázadokon keresztül fennmaradt a szultán uralma, és csak a görög szabadságharc kezdetekor indult meg a balkáni országok szuverénné válása, elszakadása Isztambultól. Ez a folyamat teljes egészében csak az első világháború idején fejeződött be.
A Balkán államainak határai háborúk sorozatában változtak. Ezen háborúk közül a legutóbbiak az 1990-es években zajlott délszláv háborúk voltak. Ezek következményei még ma sem véglegesek. A Balkánon még ma is léteznek gyenge kohéziójú (Bosznia-Hercegovina) és újonnan születő (Koszovó) államok.

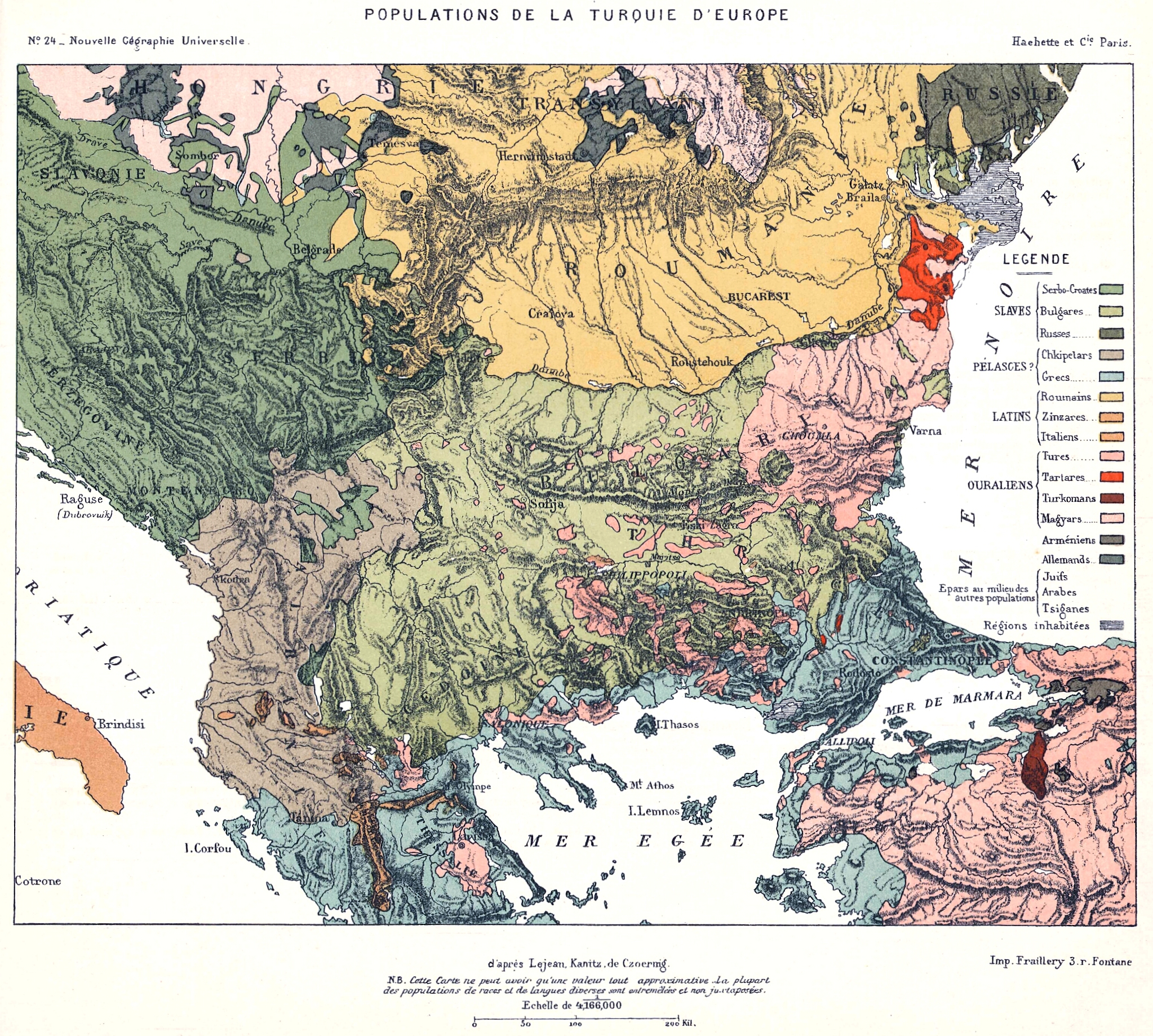
Etnikai térkép a török uralom alatt álló Balkánról (1876)

## A Balkán színes kultúrája
A balkáni térség soknemzetiségű egyvelege és hányattatott történelme okán rendkívül színes kulturális örökséggel rendelkezik. Nyelvileg a görög, az újlatin nyelvek (aromán, román), a szláv nyelvek (szerb, bolgár, macedón, bosnyák, horvát), a török, az albán vannak jelen a térségben, illetve kisebbségi nyelvekként a romák által beszélt dialektusok, valamint a cserkesz, a jiddis. Annak ellenére, hogy ennyire sokféle a térség nyelvileg, érdekes módon mégis létezik e nyelveknek egy közös, látens alaprétege amelyet a nyelvészet balkáni nyelvi uniónak nevez.
Vallásilag a meghatározó emlékek az ortodox kereszténységhez és az iszlámhoz kötődnek. Az ortodox kolostorok közül kiemelkedik a bulgáriai Rila, a koszovói szerb Peć, illetve a romániai Humor és Voroneţ. Kisebbségekként jelen vannak a katolikusok és a zsidók is.
Épített örökség tekintetében kiemelkedő jelentőségűek a Balkánon az ókori görög és római városmaradványok; az oszmán időkből pedig Szarajevó és Mostar városai. „Szláv Jeruzsálem”-nek is nevezték, a macedóniai Ohridot, amely az Ohridi-tó partján fekszik, és jelentős ortodox épített örökséggel rendelkezik. Sajátos a 19. századi bolgár „újjászületés” építészete, a Plovdiv, Veliko Tarnovo, illetve Neszebar, Szozopol városokban megmaradt régi városközpontok.
Irodalmi alkotások területén megemlítendő a román költő Mihai Eminescu; a boszniai származású Nobel-díjas író, Ivo Andrić, a szintén Nobel-díjas török Orhan Pamuk, a bolgár Hriszto Botev, az albán Ismail Kadare vagy a görög Níkosz Kazandzákisz.
Zeneileg a Balkánra legjellemzőbb a népi zenében megtalálható páratlan ütemek. A mai kor meghatározó műfaja a népi alapokat a modern elektronikus zenével ötvöző turbofolk, manele és csalga. Görögország ismert stílusa a rembétiko, a török és bosnyák muszlimok körében pedig elterjedt az érzelmes, lassú szevdah. Magyarországon is népszerű a főként szerb és román cigány zenészek által játszott, katonai eredetű rezes muzsika, a csocsek (lásd Boban Marković, Goran Bregović, Taraf de Haiduks).
Tipikus balkáni tánc a kör alakban vagy sorokban táncolt kóló és horó.
A balkáni konyha a törökkel mutat erős hasonlatosságot. Alapelemei a birka- és kecskehús, a zöldségek (sopszka és görög saláta) és a tejtermékek (joghurt, fehér sajtok). Tipikus főétele a csevap (kebab, kebapcse, mititei), illetve a különböző töltött zöldségek (gyuvecs, töltött padlizsán, szőlőlevél). A sütemények rendkívül édesek, általában mézzel készülnek, mint például a baklava. Tipikus és kedvelt balkáni csemege a halva és a lokum.
Az italok közül kiemelkedik az erős, sűrű, zaccos török kávé, valamint az elmúlt évtizedekben Görögországból sikeresen elterjesztett frappé.
A vörösborok között kiemelkedik a testes görög mavrodafné, a bolgár gamza és mavrud, a montenegroi vranac, illetve a román murfatlar. A fehérborok között fontos a gyantával készülő görög recina.
Az égetett szeszek között tipikus, és minden területen ismert, a magyar pálinkához hasonló rakia (rakija, raki, rachiu). Görög területen kapható még az ouzo nevű ánizspálinka (bolgár rokona masztika néven ismeretes), illetve a cipúró.